# Попов, Анатолий Владимирович (молодогвардеец)
Анатолий Владимирович Попов (1924—1943) — подпольщик Великой Отечественной войны, участник антифашистской организации «Молодая Гвардия».

## Биография
Анатолий Попов родился 16 января 1924 года на хуторе Изварино Краснодонского района. В 1931 году семья переехала в посёлок Первомайка. С 1932 года учился в Первомайской школе. Вместе с будущими участниками «Молодой гвардии» Демьяном Фоминым, Виктором Петровым и другими он привлекался к уборке урожая в совхозе «Первомайский»[значимость факта?].
Вступив в «Молодую Гвардию» стал одним из активных членов организации, принимая активное участие в борьбе против немецких оккупантов, совершая различные диверсии, а также принимал участие в освобождении советских военнопленных.
В январе 1943 года был арестован и после пыток 16 января 1943 года был расстрелян. После освобождения Краснодона Красной Армией вместе с другими казнёнными он был поднят из шахты и похоронен в братской могиле героев на центральной площади города.

## Награды
Посмертно награждён орденом Красного Знамени (1943, один из трёх членов «Молодой гвардии» награждённый таким орденом, указан первым в списке) и медалью «Партизану Отечественной войны» 1-й степени.